# سدیم کلریت
سدیم کلریت (به انگلیسی: Sodium chlorite) با فرمول شیمیایی NaClO۲ یک ترکیب شیمیایی با شناسه پاب‌کم ۲۴۴۵۲ است. که جرم مولی آن 90.44 g/mol می‌باشد. شکل ظاهری این ترکیب، جامد سفید است.